# Lluís Marsans i Solà
Lluís Marsans i Solà (Igualada, 1867 - Barcelona, 1955) fou un polític català.
El 1895 fou nomenat secretari de l'Associació Popular Regionalista. A l'Assemblea d'Olot de 1895, i posteriorment a la de Terrassa del 1901 fou elegit secretari de la Unió Catalanista, i com a tal va convocar una manifestació de protesta davant el Monument a Rafael Casanova l'onze de setembre d'aquell any, que provocà enfrontaments amb la policia i uns trenta detinguts. El 1922 fou membre fundador del primer Consell d'Estat Català.
Va publicar molts articles sobre diversos pseudònims: A. Mallsol i Filatèlich a La Nació Catalana i Joan de les Històries al setmanari barceloní Metralla.